# Aspidacantha minuta
Aspidacantha minuta är en tvåvingeart som först beskrevs av Lindner 1966.  Aspidacantha minuta ingår i släktet Aspidacantha och familjen vapenflugor. Inga underarter finns listade i Catalogue of Life.